# Coppa delle Coppe 1967-1968
La Coppa delle Coppe 1967-1968 è stata la 8ª edizione della competizione calcistica europea Coppa delle Coppe UEFA. Da quest'anno i campioni partirono dai sedicesimi. Venne vinta dal Milan in finale contro l'Amburgo.

## Sedicesimi di finale
| Squadra 1       | Totale | Squadra 2           | Andata | Ritorno |
| --------------- | ------ | ------------------- | ------ | ------- |
| Altay           | 2 - 3  | Standard Liegi      | 2 - 3  | 0 - 0   |
| Aberdeen        | 14 - 1 | KR Reykjavík        | 10 - 0 | 4 - 1   |
| Györi ETO FC    | 9 - 0  | Apollōn Limassol    | 5 - 0  | 4 - 0   |
| Milan           | 6 - 2  | Levski Sofia        | 5 - 1  | 1 - 1   |
| Valencia        | 8 - 2  | Crusaders           | 4 - 0  | 4 - 2   |
| Austria Vienna  | 1 - 4  | Steaua Bucarest     | 0 - 2  | 1 - 2   |
| Bayern Monaco   | 7 - 1  | Panathīnaïkos       | 5 - 0  | 2 - 1   |
| Fredrikstad     | 2 - 7  | Vitória Setúbal     | 1 - 5  | 1 - 2   |
| HJK Helsinki    | 1 - 8  | Wisła Cracovia      | 1 - 4  | 0 - 4   |
| Amburgo         | 7 - 3  | Randers Freja       | 5 - 3  | 2 - 0   |
| Aris Bonnevoie  | 1 - 5  | Olympique Lione     | 0 - 3  | 1 - 2   |
| Hajduk Spalato  | 3 - 6  | Tottenham           | 0 - 2  | 3 - 4   |
| Floriana        | 1 - 3  | NAC Breda           | 1 - 2  | 0 - 1   |
| Shamrock Rovers | 1 - 3  | Cardiff City        | 1 - 1  | 0 - 2   |
| Torpedo Mosca   | 1 - 0  | Sachsenring Zwickau | 0 - 0  | 1 - 0   |
| Losanna         | 3 - 4  | Spartak Trnava      | 3 - 2  | 0 - 2   |

## Ottavi di finale
| Squadra 1       | Totale | Squadra 2       | Andata | Ritorno |
| --------------- | ------ | --------------- | ------ | ------- |
| Standard Liegi  | 3 - 2  | Aberdeen        | 3 - 0  | 0 - 2   |
| Györi ETO FC    | 3 - 3  | Milan           | 2 - 2  | 1 - 1   |
| Valencia        | 3 - 1  | Steaua Bucarest | 3 - 0  | 0 - 1   |
| Bayern Monaco   | 7 - 3  | Vitória Setúbal | 6 - 2  | 1 - 1   |
| Wisła Cracovia  | 0 - 5  | Amburgo         | 0 - 1  | 0 - 4   |
| Olympique Lione | 4 - 4  | Tottenham       | 1 - 0  | 3 - 4   |
| NAC Breda       | 2 - 5  | Cardiff City    | 1 - 1  | 1 - 4   |
| Torpedo Mosca   | 6 - 1  | Spartak Trnava  | 3 - 0  | 3 - 1   |

## Quarti di finale
| Squadra 1      | Totale | Squadra 2       | Andata | Ritorno |
| -------------- | ------ | --------------- | ------ | ------- |
| Standard Liegi | 2 - 2  | Milan           | 1 - 1  | 1 - 1   |
| Valencia       | 1 - 2  | Bayern Monaco   | 1 - 1  | 0 - 1   |
| Amburgo        | 2 - 2  | Olympique Lione | 2 - 0  | 0 - 2   |
| Cardiff City   | 1 - 1  | Torpedo Mosca   | 1 - 0  | 0 - 1   |

## Semifinali
| Squadra 1 | Totale | Squadra 2     | Andata | Ritorno |
| --------- | ------ | ------------- | ------ | ------- |
| Milan     | 2 - 0  | Bayern Monaco | 2 - 0  | 0 - 0   |
| Amburgo   | 4 - 3  | Cardiff City  | 1 - 1  | 3 - 2   |

## Finale
| Squadra 1 | Risultato | Squadra 2 |
| --------- | --------- | --------- |
| Milan     | 2 - 0     | Amburgo   |